# Katja Seizinger
Katja Seizinger (Datteln, 10 de maio de 1972) foi uma esquiadora alpino profissional alemã. Suas especialidades são o downhill, o super G e o combinado. 
Ela ganhou três medalhas de ouro olímpicas e duas medalhas de bronze, e ganhou o Campeonato do Mundo três vezes (duas na classificação geral). Ela também foi votada como o esportista da Alemanha do ano três vezes. 
Ao vencer os Jogos Olímpicos em 1994 e 1998 no downhill, ela se tornou a primeira atleta a ganhar medalhas de ouro olímpicas consecutivas na prova mesma prova de esqui alpino, e também a primeira mulher a defender um título olímpico no esqui alpino.

## Resultados gerais
| Ano  | Disciplina   |
| ---- | ------------ |
| 1992 | Downhill     |
| 1993 | Downhill     |
| 1993 | Super-G      |
| 1994 | Downhill     |
| 1994 | Super-G      |
| 1995 | Super-G      |
| 1996 | Campeã Geral |
| 1996 | Super-G      |
| 1998 | Campeã Geral |
| 1998 | Downhill     |
| 1998 | Super-G      |

### Corridas individuais
| Season | Date        | Location                         | Race           |
| ------ | ----------- | -------------------------------- | -------------- |
| 1992   | 7 dez 1991  | Santa Caterina, Itália           | Super G        |
| 1992   | 1 nov 1992  | Schruns, Áustria                 | Downhill       |
| 1992   | 25 jan 1992 | Morzine, França                  | Downhill       |
| 1992   | 7 mar 1992  | Vail, CO, Estados Unidos         | Downhill       |
| 1993   | 20 dez 1992 | Lake Louise, AB, Canadá          | Super G        |
| 1993   | 15 jan 1993 | Cortina d'Ampezzo, Itália        | Downhill       |
| 1993   | 26 fev 1993 | Veysonnaz, Suíça                 | Downhill       |
| 1993   | 3 mar 1993  | Morzine, França                  | Downhill       |
| 1993   | 20 mar 1993 | Vemdalen, Suécia                 | Slalom gigante |
| 1993   | 20 mar 1993 | Åre, Suécia                      | Super G        |
| 1994   | 14 jan 1994 | Cortina d'Ampezzo, Itália        | Downhill       |
| 1994   | 15 jan 1994 | Cortina d'Ampezzo, Itália        | Super G        |
| 1994   | 6 mar 1994  | Whistler, BC, Canadá             | Downhill       |
| 1994   | 9 mar 1994  | Mammoth Mtn., CA, Estados Unidos | Super G        |
| 1994   | 16 mar 1994 | Vail, CO, Estados Unidos         | Downhill       |
| 1995   | 11 dez 1994 | Lake Louise, AB, Canadá          | Super G        |
| 1995   | 9 mar 1995  | Bormio, Itália                   | Super G        |
| 1996   | 5 dez 1995  | St. Anton, Áustria               | Downhill       |
| 1996   | 6 jan 1996  | Maribor, Eslovênia               | Slalom gigante |
| 1996   | 13 jan 1996 | Garmisch, Alemanha               | Super G        |
| 1996   | 2 fev 1996  | Val-d'Isère, França              | Super G        |
| 1996   | 3 fev 1996  | Val-d'Isère, França              | Downhill       |
| 1996   | 4 fev 1996  | Val-d'Isère, França              | Super G        |
| 1996   | 9 mar 1996  | Hafjell, Noruega                 | Slalom gigante |
| 1997   | 26 out 1996 | Sölden, Áustria                  | Slalom gigante |
| 1997   | 30 nov 1996 | Lake Louise, AB, Canadá          | Downhill       |
| 1997   | 7 mar 1997  | Mammoth Mtn., CA, Estados Unidos | Super G        |
| 1997   | 13 mar 1997 | Vail, CO, Estados Unidos         | Super G        |
| 1998   | 29 nov 1997 | Mammoth Mtn., CA, Estados Unidos | Super G        |
| 1998   | 4 dez 1997  | Lake Louise, AB, Canadá          | Downhill       |
| 1998   | 5 dez 1997  | Lake Louise, AB, Canadá          | Downhill       |
| 1998   | 6 dez 1997  | Lake Louise, AB, Canadá          | Super G        |
| 1998   | 17 dez 1997 | Val d'Isère, França              | Downhill       |
| 1998   | 18 dez 1997 | Val d'Isère, França              | Super G        |
| 1998   | 24 jan 1998 | Cortina d'Ampezzo, Itália        | Super G        |
| 1998   | 31 jan 1998 | Åre, Suécia                      | Downhill       |